# Maitréja
Maitréja (pálijsky Mettejja, tibetsky བྱམས་པ་, Bjams-pa, čínsky Mi-le-fo, japonsky Miroku) je postava buddhistické eschatologie, kde představuje nástupce Buddhy Šákjamuniho a buddhu příštího věku. Nyní je bódhisattvou, který dlí v „radostných nebesích“ Tušita pod pálijským jménem Nathadéva. Buddhisté věří, že ještě v tomto věku se zrodí na zemi. Přijde v době, kdy bude lidstvem zapomenuto Buddhovo učení, dosáhne probuzení a začne vyučovat dharmu.
Proroctví o jeho příchodu jsou obsažena v literatuře mahájány, théravády i vadžrajány.

## Ikonografie
Maitréja je většinou vyobrazován v sedě a s nohama na zemi, což symbolizuje jeho připravenost se v příhodný čas na zemi zrodit. Jako ostatní bódhisattvové i on může být ověšen různými šperky apod.
V čínském čchanovém buddhismu je zobrazován jako tlustý smějící se Buddha (Budai, Hotei), resp. Maitréja je považován za příští inkarnaci tohoto čínského mnicha.

Maitréja v umění:
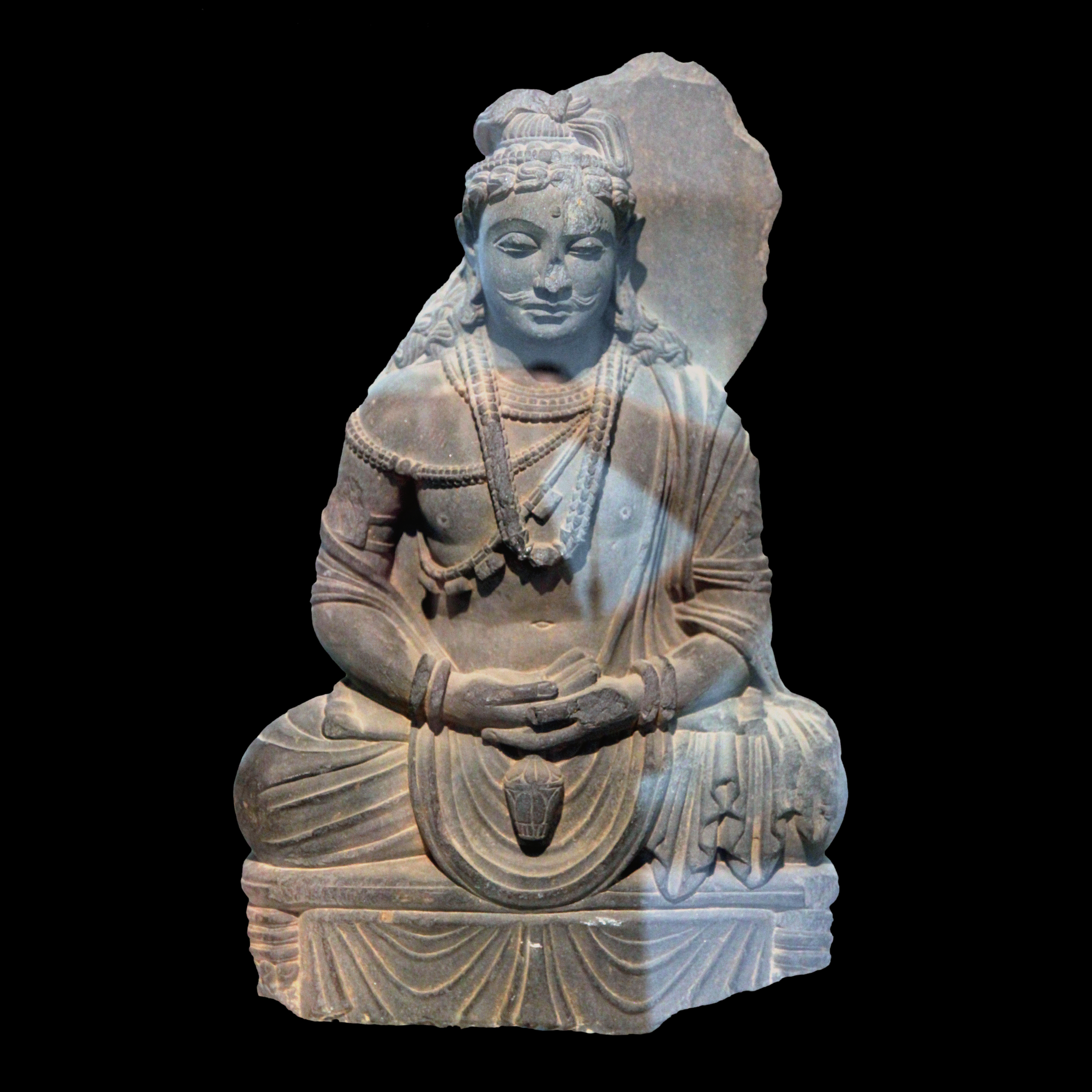
Maitréja v Gandhárském umění, 3. století n. l.
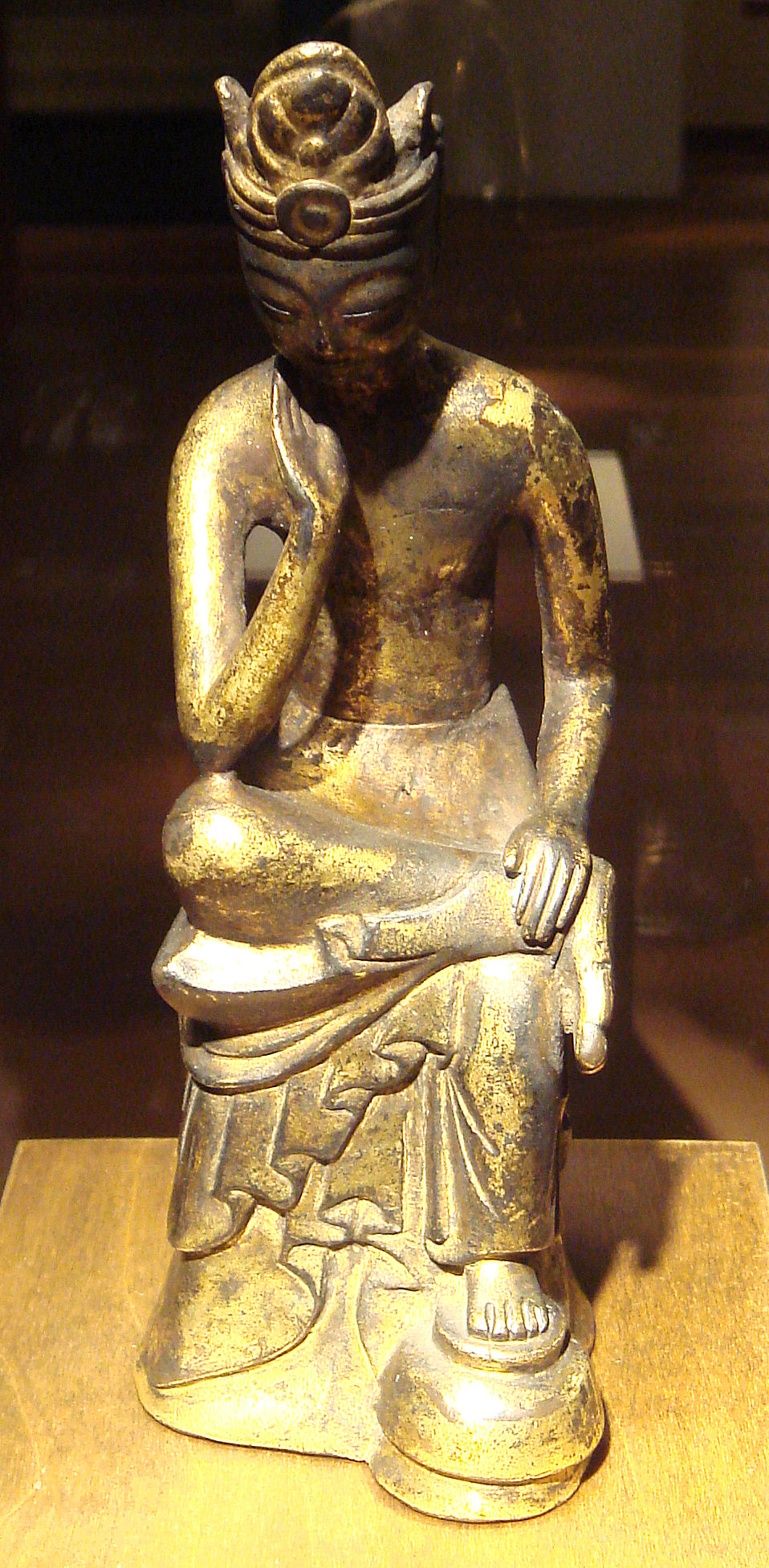
Sedící Maitréja, Korea 4.–5. století
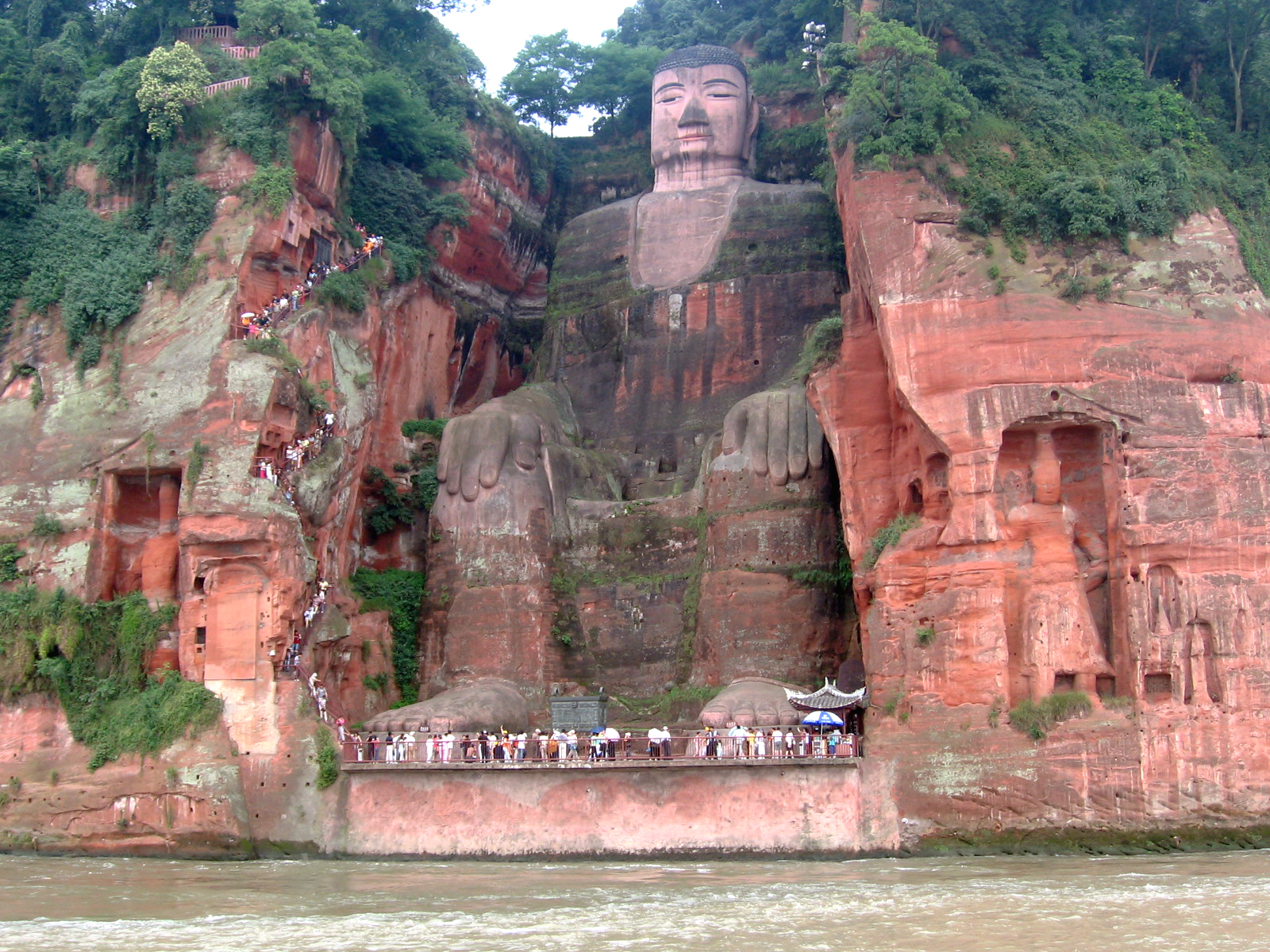
Lešanský Buddha Maitréja v čínské provincii S’-čchuan
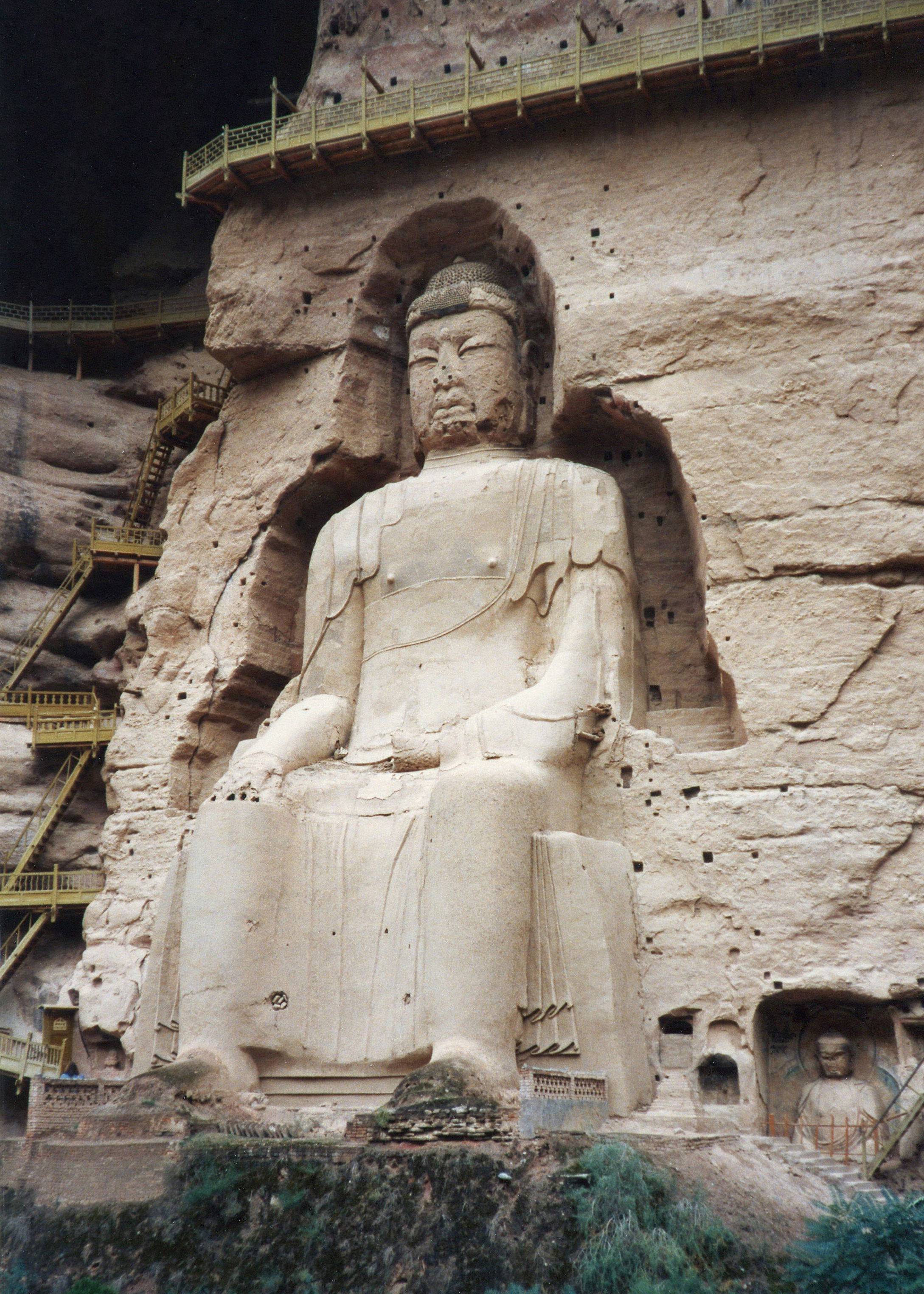
Monumentální Maitréja v čínském chrámu Ping-ling
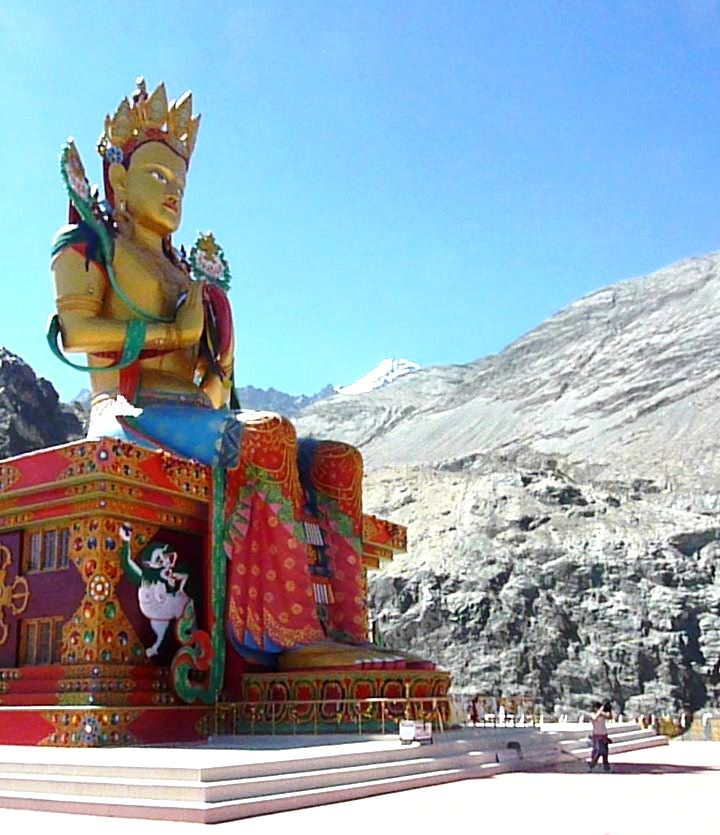
Sedící Maitréja v údolí Nubra, Indie
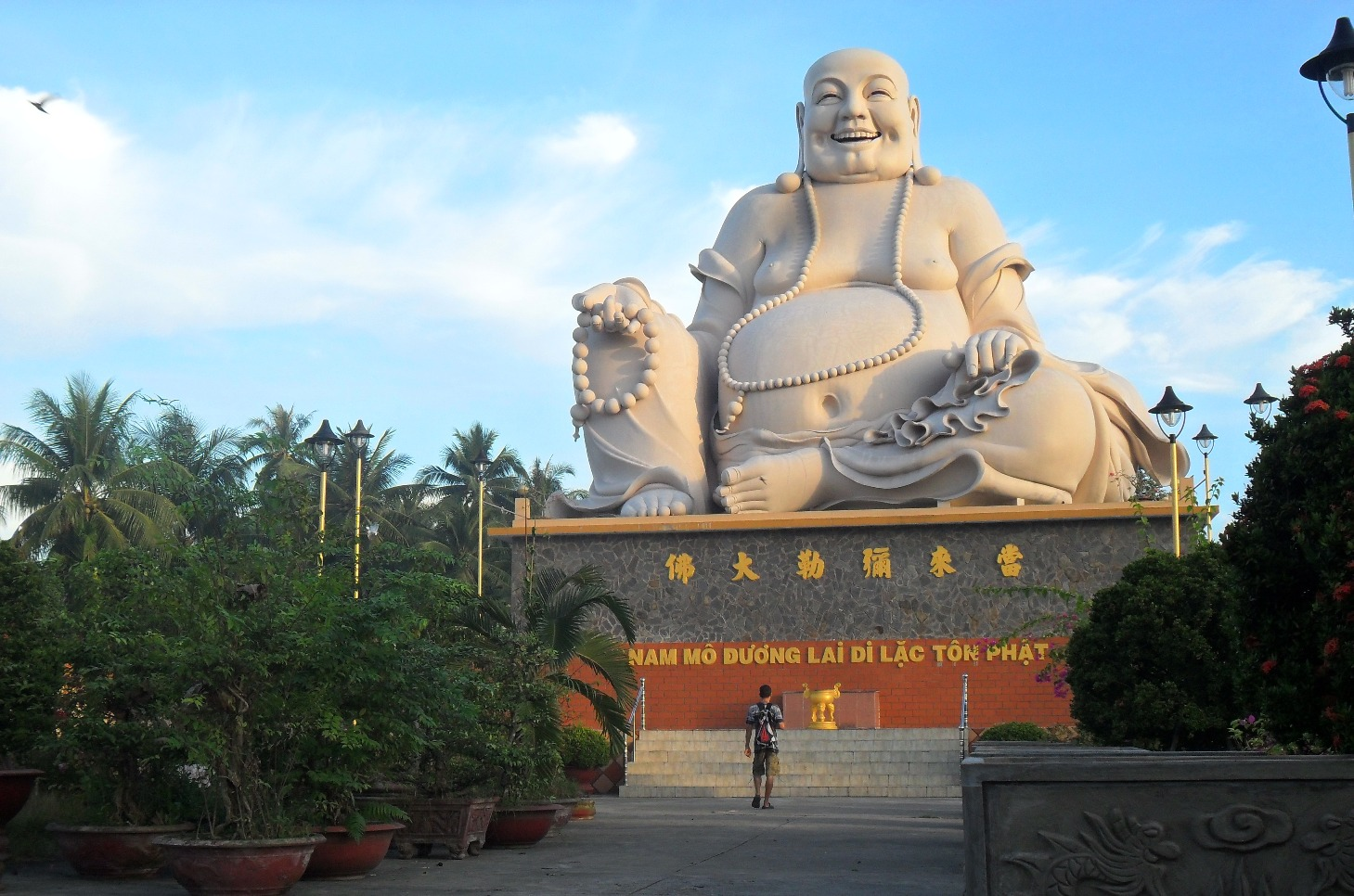
Buddha Maitréja (Budai) ve Vietnamu
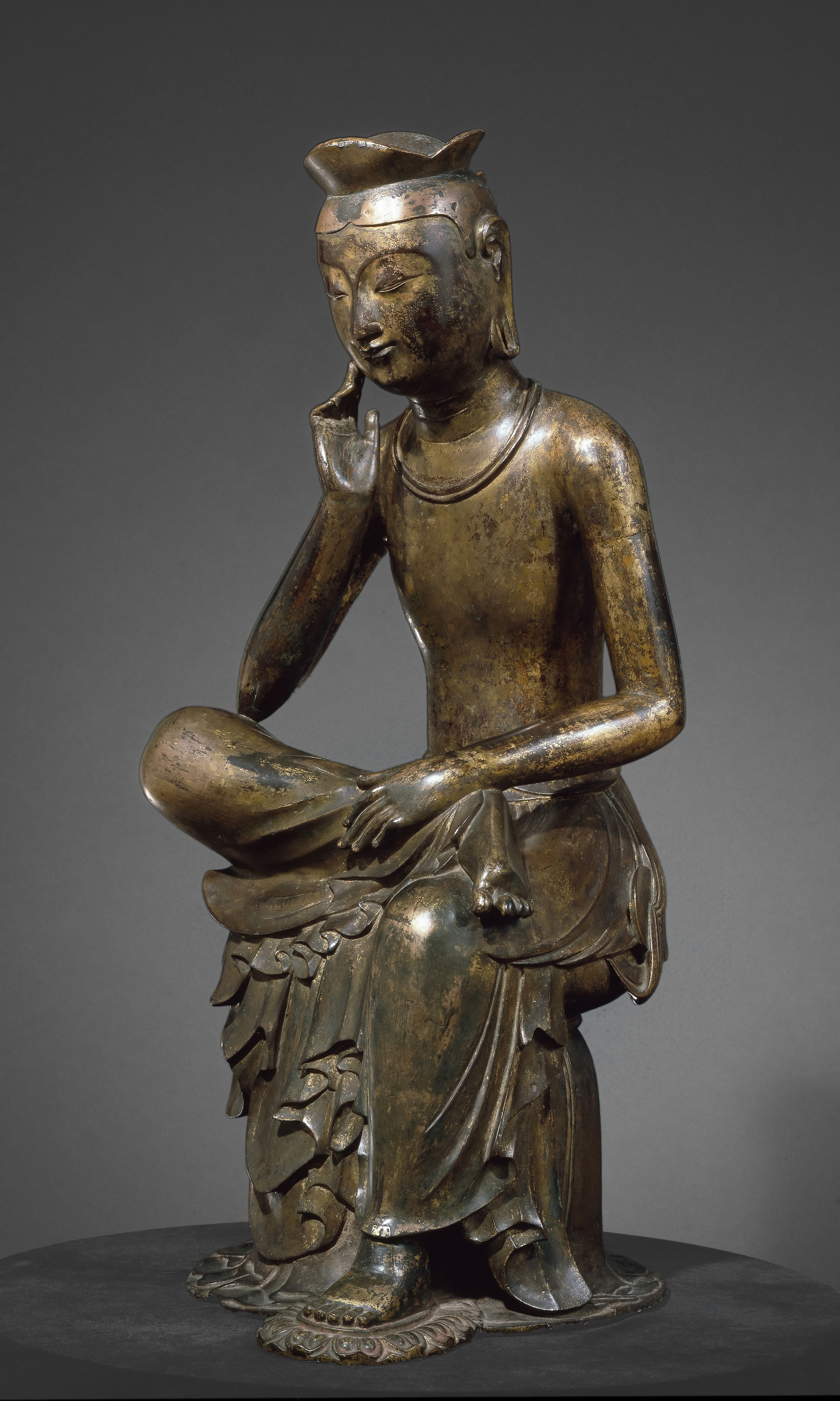
Korejský Maitréja 6.–7. století
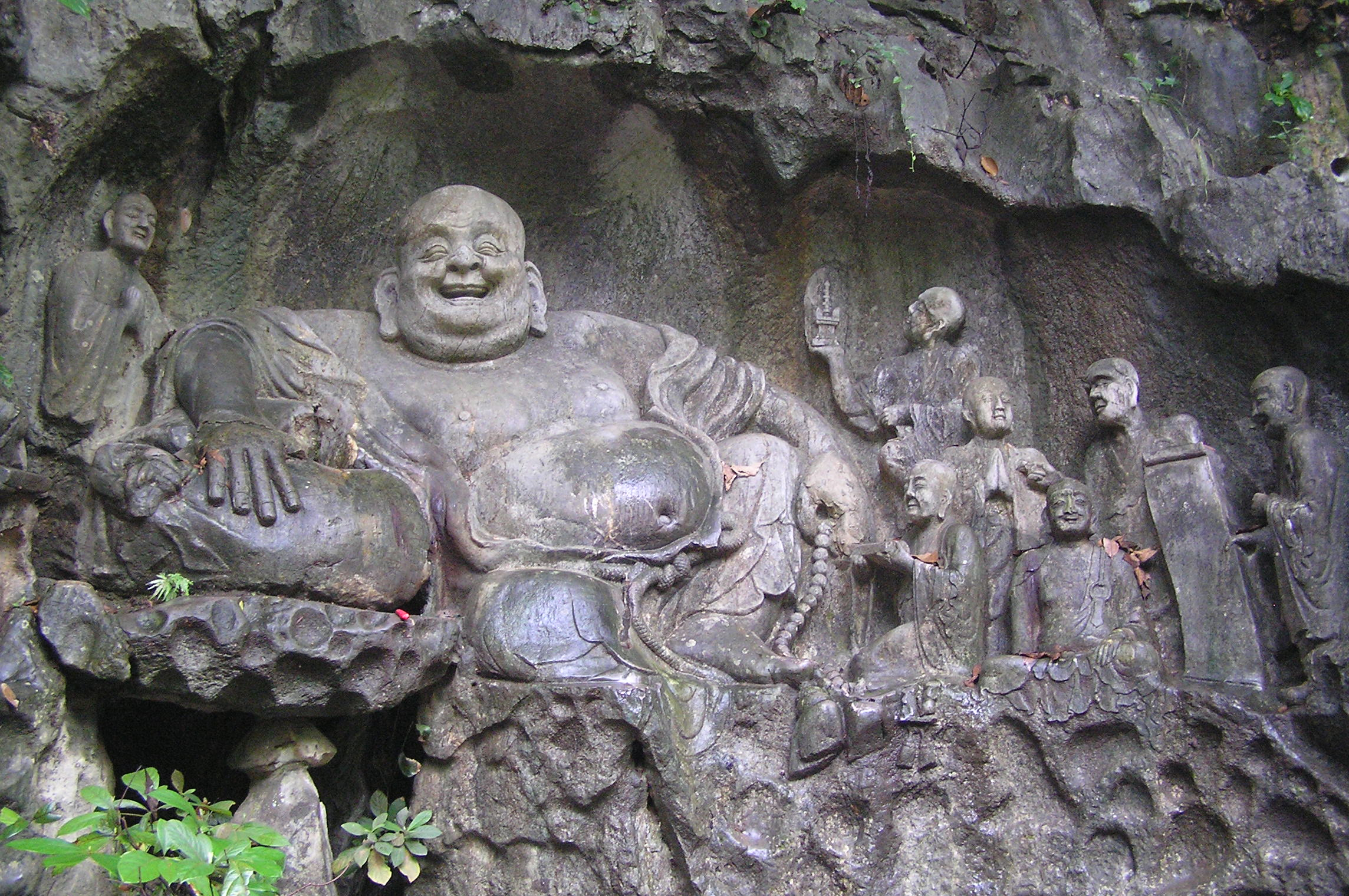
Čínský Maitréja (Budai) s učedníky v čínském Chang-čou
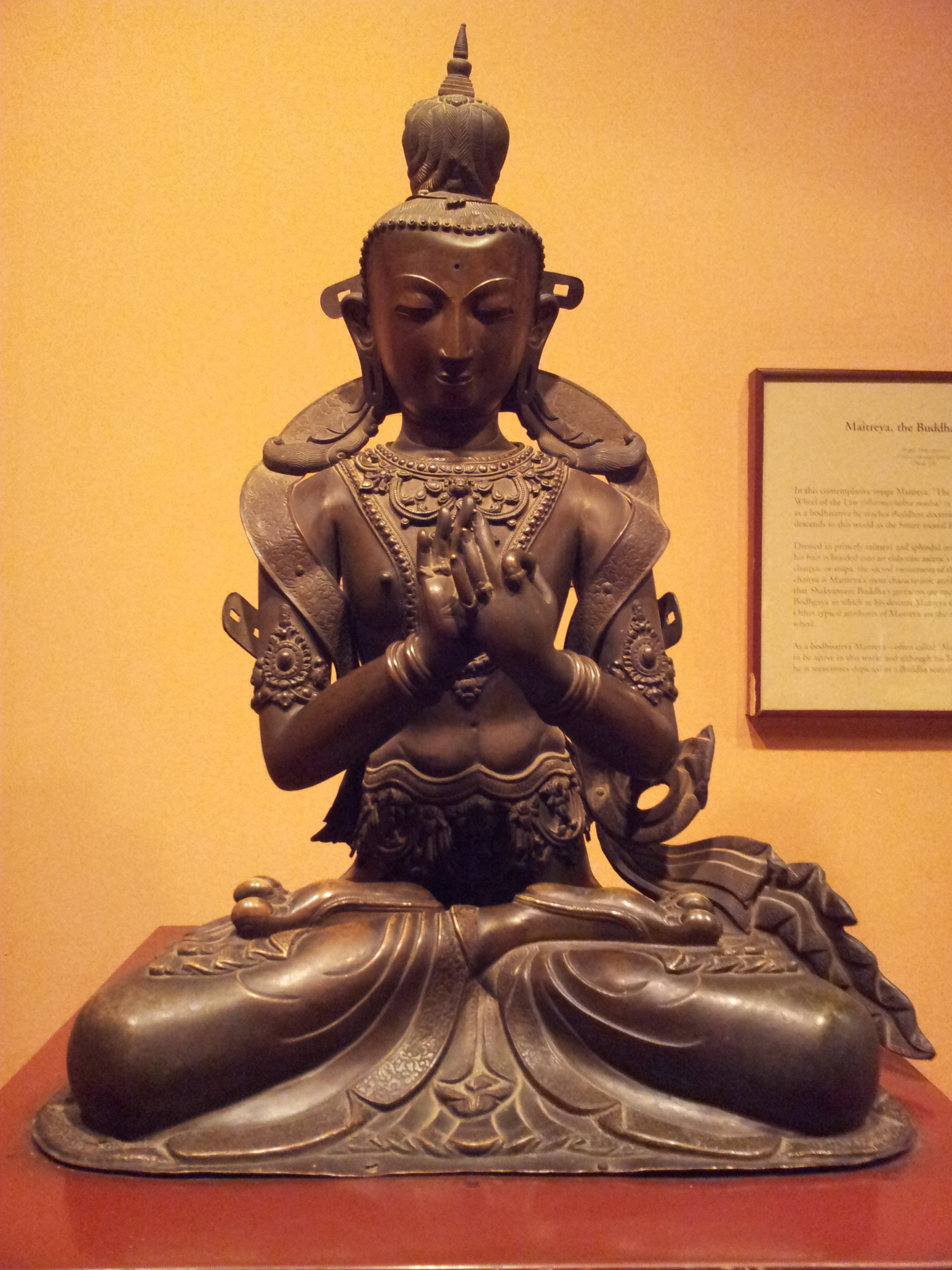
Socha Maitréji v muzeu v Káthmándú v Nepálu